# 維克托羅韋
51°30′56″N 33°53′17″E / 51.51556°N 33.88806°E
維克托羅韋（烏克蘭語：Вікторове）是位於烏克蘭東北部的村莊，由蘇梅州紹斯特卡區的赫盧希夫市鎮負責管轄。該村處於埃斯曼河右岸，分別距離馬茨科韋2.5公里和佩雷莫哈4公里，海拔高度145米，2001年人口308。